# Chabaka
Chabaka est un roi de Napata et pharaon de la XXVe dynastie, de 705 à 690 AEC. Il est le frère de Piânkhy et successeur de son neveu Chabataka. Son successeur est son neveu Taharqa, et son fils Tanoutamon sera le successeur de ce dernier.

## Position chronologique et corégence
Pendant longtemps, Chabataka a été considéré comme le successeur de Chabaka. Mais la position a évolué et le consensus scientifique pense maintenant qu'il est son prédécesseur. La possibilité d'une permutation entre les règnes de Chabaka et de Chabataka avait déjà été suggérée par Brunet, et Joe Baker a exposé neuf raisons pour ce renversement. Mais c'est Michael Bányai, en 2013,, qui a publié pour la première fois dans une revue grand public de nombreux arguments en faveur d'une telle inversion. Après lui, Frédéric Payraudeau et Gerard P. F. Broekman ont indépendamment développé l'hypothèse. Le chercheur allemand Karl Jansen Winkeln a également approuvé la succession Chabataka - Chabaka.

### Les inscriptions de Karnak
Les preuves archéologiques découvertes en 2016/2017 par Claus Jurman confirment l'ordre de succession Chabataka - Chabaka. L'article GM 251 (2017) de Gerard Broekman le montre, puisque le bord supérieur de l'inscription NLR#30 de l'an 2 du quai de Karnak de Chabaka a été gravé sur le côté gauche du bord inférieur de l'inscription NLR#33 de l'an 3 de Chabataka. Le réexamen par l'égyptologue Claus Jurman des inscriptions du quai de Karnak de Chabataka et de Chabaka en 2016 et 2017 a démontré de manière concluante que Chabataka a régné avant Chabaka. Il a confirmé les arguments de Broekman selon lesquels l'inscription du texte du Nil de Chabataka a été gravée avant l'inscription de Chabaka.

### Succession des divines adoratrices d'Amon
Selon Joe Baker et Frédéric Payraudeau, la divine adoratrice d'Amon Chepenoupet Ire était encore en vie sous le règne de Chabataka. Elle est en effet représentée en train d'accomplir des rites et décrite comme « vivante » dans les parties de la chapelle Osiris-Héqadjet construite sous son règne (mur et extérieur de la porte),. Dans le reste de la pièce, c'est Amenardis Ire, la sœur de Piânkhy et de Chabaka, qui est représentée avec le titre de divine adoratrice d'Amon et pourvue d'un nom de couronnement. La succession Chepenoupet Ire - Amenardis Ire en tant que divines adoratrices d'Amon s'est donc faite sous le règne de Chabataka. Ce détail suffit à lui seul à montrer que le règne de Chabaka ne peut pas précéder celui de Chabataka.

### La nécropole d'El-Kourrou
A El-Kourrou, la tombe de Chabataka (Ku. 18) ressemble à celle de Piânkhy (Ku. 17), tandis que celle de Chabaka (Ku. 15) est similaire à celle de Taharqa (Nu. 1) et de Tanoutamon (Ku. 16),,,. Les caractéristiques architecturales des pyramides royales koushites d'El-Kourrou constituent l'une des preuves les plus solides que Chabaka a régné après Chabataka. Seules les pyramides de Piânkhy (Ku 17) et de Chabataka (Ku 18) présentent des chambres funéraires en coupe ouverte avec un toit en encorbellement, alors que les pyramides de Chabaka (Ku 15), de Taharqa (Nu 1) et de Tanoutamon (Ku 16), de même que toutes les pyramides royales ultérieures d'El-Kourrou et de Nouri, présentent des sous-structures de chambres funéraires entièrement creusées dans le sous-sol. La chambre funéraire de la pyramide de Chabaka, entièrement creusée de tunnels et autrefois décorée, constituait clairement une amélioration architecturale, puisqu'elle fut suivie par Taharqa et tous ses successeurs.
Payraudeau note que les ouchebtis de Chabataka sont de petite taille (environ 10 cm) et présentent une inscription très brève. Seul le nom de Sa-Rê du roi apparaît dans un cartouche précédé de « l'Osiris, roi de Haute et Basse-Égypte » et suivi de mȝꜤ-ḫrw,. Ils sont donc très proches de ceux de Piânkhy. Cependant, les ouchebtis de Chabaka sont plus grands (environ 15–20 cm) avec des inscriptions plus longues, y compris la citation du Livre des Morts, qui est également présente sur ceux de Taharqa, Tanoutamon et Senkamenisken.

### Le prince Horemakhet
Sur la statue CG 42204, aujourd'hui conservée au Caire, du grand prêtre d'Amon Horemakhet (fils de Chabaka), ce dernier se présente comme « fils de roi de Chabaka, justifié, qui l'aime, unique confident du roi Taharqa, justifié, directeur du palais du roi de Haute et Basse-Égypte Tanoutamon, qu'il vive éternellement ». Cependant, comme l'a noté Baker, aucune mention n'est faite du service d'Horemakhet sous Chabataka. Même si Horemakhet n'était qu'un jeune homme sous Chabataka, l'absence de ce roi est étrange puisque l'intention du texte de la statue était de présenter une séquence chronologique des rois qui ont régné pendant la vie d'Horemakhet, chacun de leurs noms étant accompagné d'une référence à la relation qui existait entre le roi mentionné et Horemakhet. L'omission de Chabataka dans la statue d'Horemakhet peut s'expliquer par le fait que Chabataka était déjà mort lorsque Horemakhet naquit sous Chabaka.

### Papyrus E 3328c du Louvre
Enfin, comme l'a d'abord souligné Baker, puis ensuite Payraudeau, le papyrus Louvre E 3328c de l'an 2 ou 6 de Taharqa mentionne la vente d'un esclave par son propriétaire qui l'avait acheté en l'an 7 de Chabaka, soit 27 ans plus tôt selon la chronologie traditionnelle Chabaka - Chabataka. Mais si le règne de Chabaka est placé juste avant celui de Taharqa (sans le règne intermédiaire de Chabataka), il y a un écart d'environ dix ans, ce qui est beaucoup plus crédible.

### Corégence
L'inscription de Chabataka en l'an 3, 1er mois de Chémou, jour 5, dans le relevé du niveau du Nil numéro 33, a été considérée par certains chercheurs comme le signe d'une corégence entre Chabaka et Chabataka. Ce texte mentionne que Chabataka est apparu (ḫꜥj) à Thèbes en tant que roi dans le temple d'Amon à Karnak où « Amon lui a donné la couronne avec deux uraei comme Horus sur le trône de Rê », légitimant ainsi sa royauté. Jürgen von Beckerath soutient dans un article en 1993 que l'inscription enregistre à la fois le couronnement officiel de Chabataka et la toute première apparition du roi lui-même en Égypte, en comparant cette inscription avec le texte n° 30 du niveau du Nil. Si cela se confirme, cela prouvera que Chabataka a réellement été le corégent de Chabaka pendant deux ans.
Kenneth Kitchen observe cependant que le verbe ḫꜥj (apparaître) s'applique à toute manifestation officielle du roi lors de ses apparitions publiques. Il souligne également que la période entourant le premier mois de Chémou (jours 1 à 5) marque la date d'une fête d'Amon-Rê à Karnak qui est bien attestée pendant le Nouvel Empire, la XXIIe dynastie et jusqu'à la période ptolémaïque. Ainsi, au cours de la troisième année de Chabataka, cette fête d'Amon a manifestement coïncidé avec l'inondation du Nil et à une visite personnelle de Chabataka au temple d'Amon, mais en aucun cas à un couronnement en Égypte après deux ans de règne en Nubie en corégence avec Chabaka. William Murnane approuve également cette interprétation, en notant que le texte du Nil de Chabataka de l'an 3 n'a pas besoin de faire référence à une accession ou à un couronnement du tout. Il semble plutôt enregistrer une apparition de Chabataka dans le temple d'Amon au cours de sa troisième année et reconnaître l'influence du dieu dans l'obtention de sa première apparition en tant que roi. En d'autres termes, Chabataka était déjà roi d'Égypte et le but de sa visite à Karnak était de recevoir et d'enregistrer pour la postérité la légitimation officielle de son règne par le dieu Amon. Par conséquent, les preuves d'une éventuelle corégence entre Chabaka et Chabataka sont pour l'instant illusoires.
Dans un article important publié en 2006, Dan'el Kahn a également examiné attentivement mais rejeté les arguments contre une division du royaume de la XXVe dynastie sous le règne de Chabaka, celui-ci régnant en Basse et Haute-Égypte et Chabataka agissant en tant que corégent junior ou vice-roi de Chabaka en Nubie. Kahn note qu'il n'y a toujours eu qu'un seul roi nubien régnant sur l'ensemble du territoire de la XXVe dynastie, comprenant à la fois l'Égypte et la Nubie. Les problèmes de communication et de contrôle n'ont pas empêché le roi koushite d'être le chef suprême de ce vaste territoire. Kahn souligne que la stèle des victoires de Piânkhy indique qu'il ne fallait que trente-neuf jours pour se rendre en bateau de Napata à Thèbes, tandis que la stèle d'adoption de Nitocris Ire montre que le temps de parcours entre Memphis (ou peut-être Tanis) et Thèbes en bateau (environ 700 km ou plus pour Tanis) est de seulement seize jours.
On peut ajouter qu'une telle corégence de deux ans, avec un roi Chabaka senior et un roi Chabataka junior, va à l'encontre de la succession aujourd'hui admise Chabataka - Chabaka.

## Règne

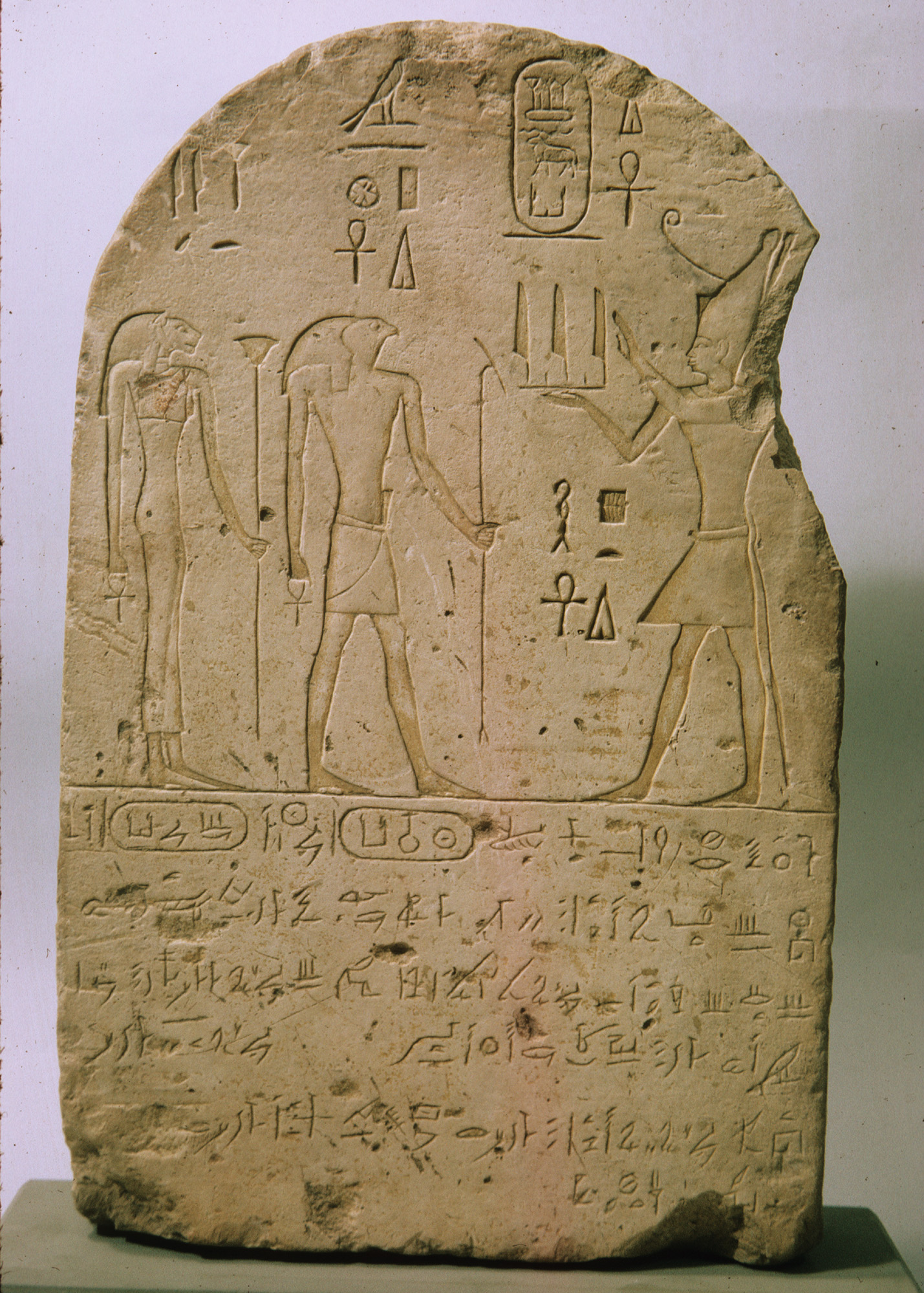
Stèle de donation de Chabaka, représenté à droite.

Chabaka succède à son neveu Chabataka sur le trône. Il adopte le nom de Nesout-bity Néferkarê, le même que celui du roi de la VIe dynastie Pépi II. De plus, ses noms d'Horus, de Nebty et d'Horus d'or sont identiques, conformément à l'usage en vigueur avant la XIe dynastie. Ceci participe au mouvement archaïsant en vogue à cette époque, touchant à la fois l'Égypte et le pays de Koush d'où est originaire le roi.
Le règne de Chabaka est attesté jusqu'à sa 15e année, d'après la statue cube BM 24429 qui est datée de l'an 15, 2e mois de Chémou, 11e jour,,. Il est même attesté dans le Delta, y compris à Saïs et à Bouto, l'ancien fief du roi Bakenranef de la XXIVe dynastie. De plus, sa reconnaissance semble être plus grande que celle de son prédécesseur Chabataka. Car le chef Patjenfy de Pharbaethos a fait représenter Chabaka seul sur une stèle de donation, là où quelques années auparavant il s'était représenté avec le roi Chabataka sur une autre stèle de donation.
Dans le domaine religieux, Chabaka continue l’œuvre de Piânkhy et prône le retour aux valeurs traditionnelles. À Karnak, il restaure la fonction de grand prêtre d'Amon, tombée en désuétude, et y installe son fils Horemakhet. La fonction de grand prêtre trouve une nouvelle dimension ; son pouvoir est divisé par celui, politique, des divines adoratrices d'Amon. Il redonne toute liberté aux différents cultes liés aux divinités égyptiennes. Il honore lui-même les dieux à Memphis et à Thèbes.

### Politique étrangère

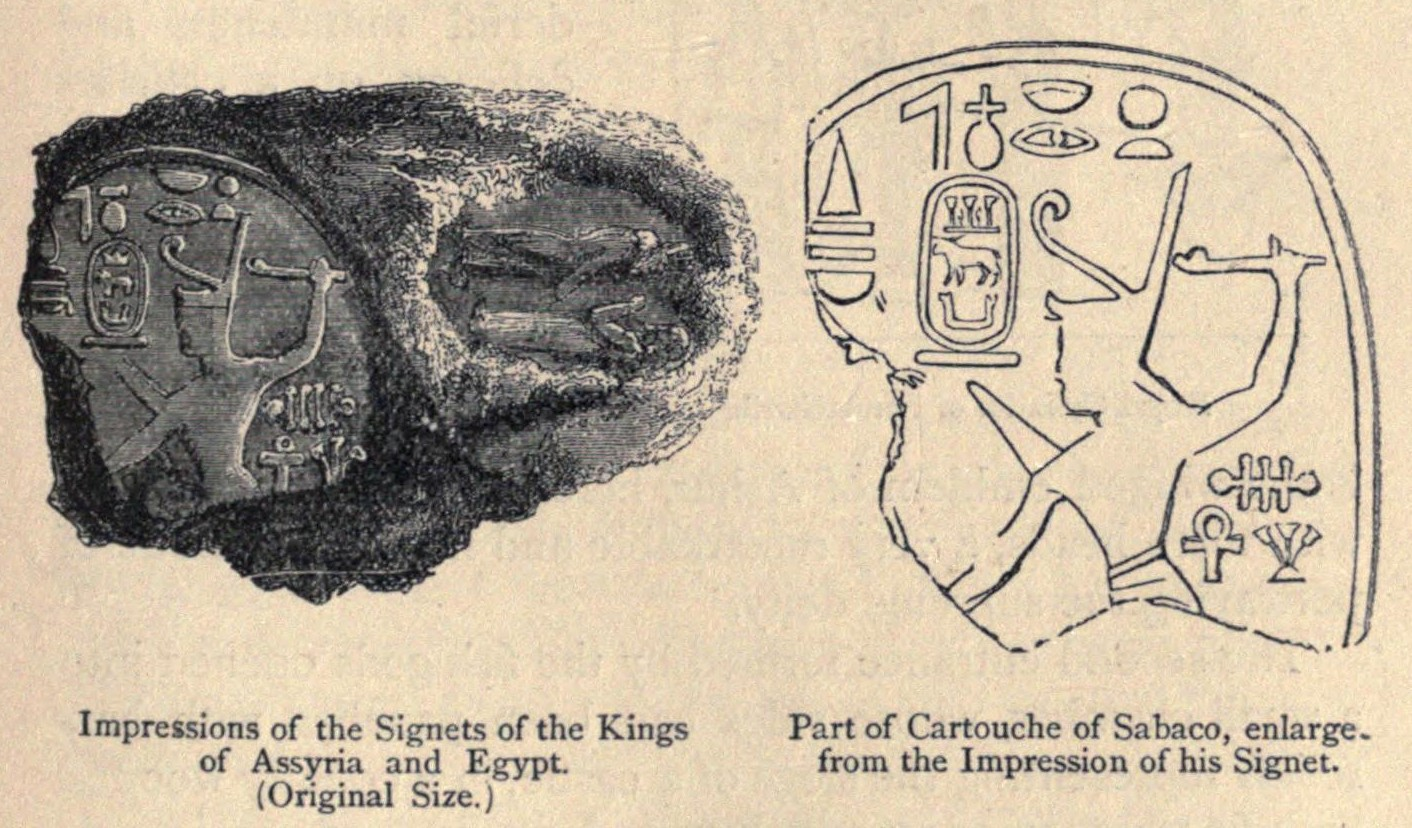
Scellé d'argile avec les empreintes des sceaux de Chabaka et du roi assyrien Sennachérib, trouvée à Ninive.

Les relations internationales de l'Égypte à cette époque concernent principalement l'Assyrie et la région levantine. En effet, alors que Chabataka avait prudemment livré au roi assyrien un certain Inamani, qui était devenu le dirigeant d'Ashdod à la suite d'une révolte et s'était réfugié à la cour koushite après la répression qui s'ensuivit, il semble que les relations entre l'Égypte de Chabaka et l'Assyrie aient été tendues.
En effet, le roi Ézéchias de Juda ainsi que les rois de Tyr et d'Édom se sont révoltés. Ils participent à une coalition anti-assyrienne soutenue par le roi koushite. Sennachérib, le roi d'Assyrie, après avoir maté une révolte babylonienne en 703 av. J.-C, intervient au Levant pour y rétablir la souveraineté assyrienne. Les sources (assyriennes et bibliques principalement) diffèrent sur le déroulement des évènements, ce qui rend difficile la compréhension de ces derniers. La campagne (à moins qu'il y en ait eu deux) conduit à un affrontement (en) entre les Assyriens et les coalisés levantins, vers 701 av. J.-C. Ces derniers sont peut-être soutenus par des troupes koushites commandées par Taharqa. Sennachérib se retire, et l'Égypte connaît une période de répit de plusieurs décennies. Les problèmes ne réapparaissant qu'en 679 av. J.-C, sous le règne de Taharqa.

### Réalisations architecturales
Chabaka a été actif dans la construction, notamment à Thèbes. Il semble en effet s'être attaché à la construction d'enceintes et de portes, un programme peut-être dû à une volonté de restauration après la période troublée qu'est la période libyenne. Il est le commanditaire d'un pylône au petit temple d'Amon de Djêmé à Médinet Habou, d'une colonnade à Médamoud, d'une autre colonnade et du décor du passage du premier pylône à Louxor. A Karnak, il fait restaurer la porte du IVe pylône, érige une statue de granit rose à son effigie, qui porte les deux couronnes de l'Égypte. Il fait construire un porche jubilaire au temple de Ptah, un « château de l'or » (c'est-à-dire une fabrique de statues divines) près du IIIe pylône et un vaste trésor au nord de l'enceinte du domaine d'Amon.

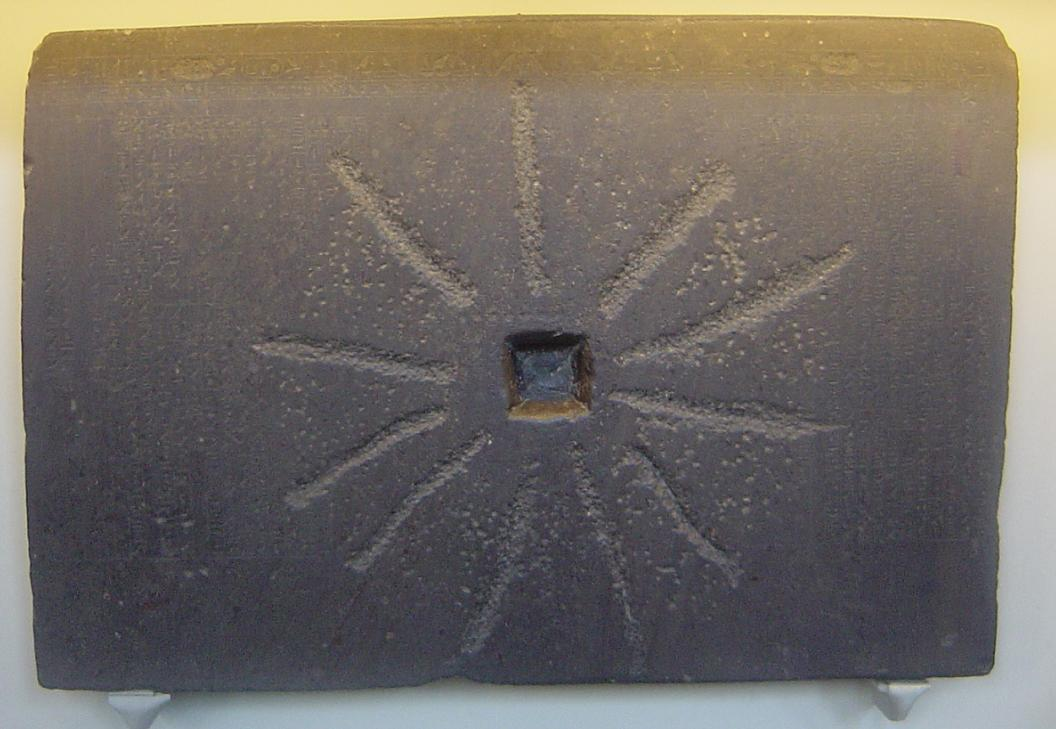
Pierre de Chabaka, trouvée à Memphis. British Museum

Le roi est également actif à Memphis. Des blocs portant son nom ont été trouvés près de la porte sud du temple de Ptah. Au Sérapéum, son nom est inscrit à l'encre sur une petite stèle trouvée dans un contexte archéologique troublé, près de la chambre funéraire de l'Apis enterré à la fin du règne de Bakenranef. Dans cette chambre, le nom de Chabataka a également été retrouvé (cette stèle a contribué à la confusion de l'ordre de succession entre Chabaka et Chabataka). Chabaka est également le commanditaire de la pierre de Chabaka qui se trouve au British Museum : lors d'une visite au temple de Ptah, Chabaka découvre avec horreur que les vers se sont attaqués au papyrus sacré, où sont relatés l'accession d'Horus au trône d'Égypte et le mythe memphite du dieu créateur. Il donne alors l'ordre de graver sur-le-champ le texte restant, sur un bloc de basalte noir. Les textes gravés dateraient de l'époque ramesside.
Hormis sa tombe à El-Kourrou, il n'est connu en Nubie que par de petits objets et des scellés trouvés à Mirgissa, Kawa (en), Sanam (en) et Amentego.

### Fin de règne
La fin de son règne est mal connue. Il se peut qu'il y ait eu des troubles ; c'est en tout cas ce que laissent entendre les textes de Manéthon, qui indiquent que Taharqa, le successeur de Chabaka, a conquis le pouvoir par la force et tué son prédécesseur. Toujours est-il que Chabaka ne semble pas avoir subi de damnatio memoriae, bien que la pratique koushite soit inconnue en la matière. À la mort de Chabaka, son neveu Taharqa, frère cadet de son prédécesseur Chabataka, lui succède. Son fils Tanoutamon ne deviendra roi qu'après Taharqa.

## Sépulture
Chabaka est enterré à El-Kourrou, sous la pyramide référencée « KU 15 », dans la nécropole royale. Le plan de sa tombe montre une évolution par rapport à celle de Piânkhy et de Chabataka. Le caveau, voûté, est en effet creusé dans le sous-sol de la pyramide. Les ouchebtis du roi montrent une réapparition de formules du Livre des morts. Comme pour ses deux prédécesseurs Piânkhy et Chabataka, sa tombe a été accompagnée d'une inhumation de chevaux, référencée « KU 201 ».

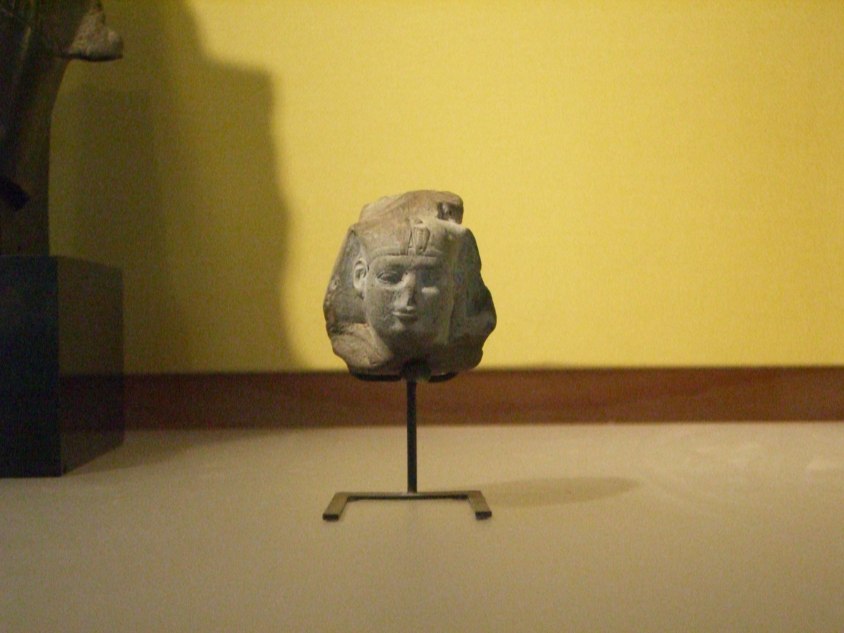
Tête d'un ouchebti de Chabaka Musée du Louvre.
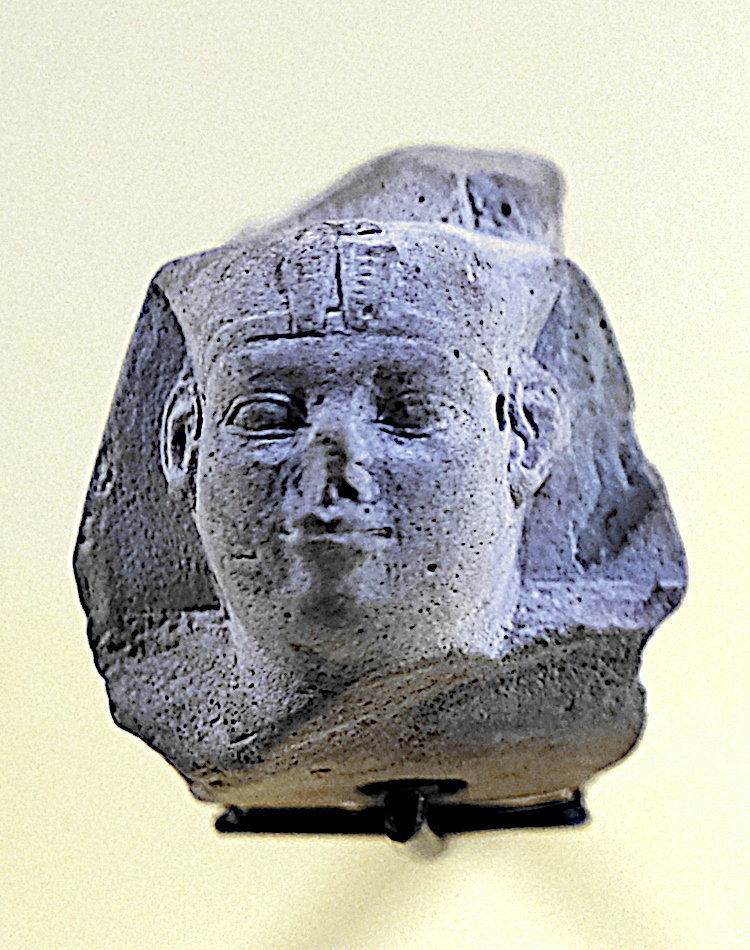
Vue rapprochée.

## Généalogie
La famille du roi est relativement mal connue. Il serait le frère d'Amenardis Ire, et donc par conséquent le fils de Kachta et de Pabatjma, et le frère de Piânkhy.
La reine consort de Chabaka était Qalhata, selon les documents assyriens, une sœur de Taharqa, ce qu'elle ne revendique pas dans sa tombe. Chabaka et Qalhata sont les parents du roi Tanoutamon,.
Il est possible que la reine Tabekenamun ait été l'épouse de Chabaka. Certains pensent qu'elle est l'épouse de Taharqa.
Le fils de Chabaka, Horemakhet, devient grand prêtre d'Amon et est connu par une statue et un fragment de statue trouvés à Karnak,. Une femme nommée Mesbet est mentionnée sur le sarcophage d'Horemakhet et pourrait être sa mère.
Chabaka est le père d'au moins deux autres enfants, mais l'identité de leur mère n'est pas connue :
- Piânkharty devient plus tard l'épouse de son (demi-)frère Tanoutamon ; elle est représentée avec lui sur la stèle du Rêve[31] ;
- Isetemkhebyt a probablement aussi épousé Tanoutamon ; elle est enterrée à Abydos, en Égypte[30],[31].

## Galerie de photographies

Représentations de Chabaka
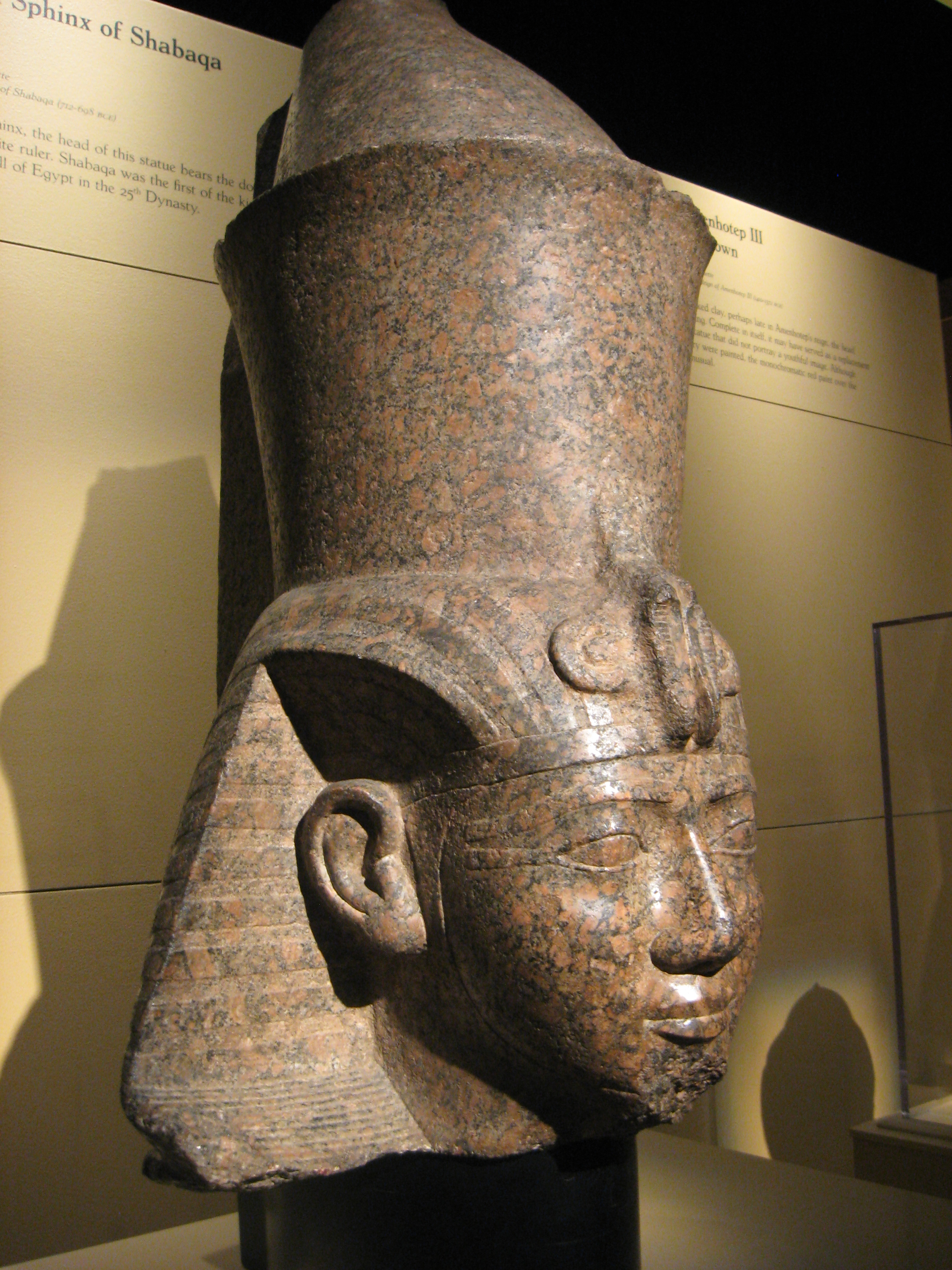
Tête d'une statue, aujourd'hui au Caire.
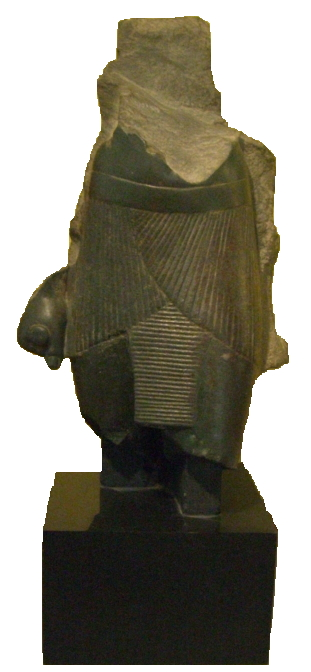
Morceau d'une statue, aujourd'hui au Louvre.
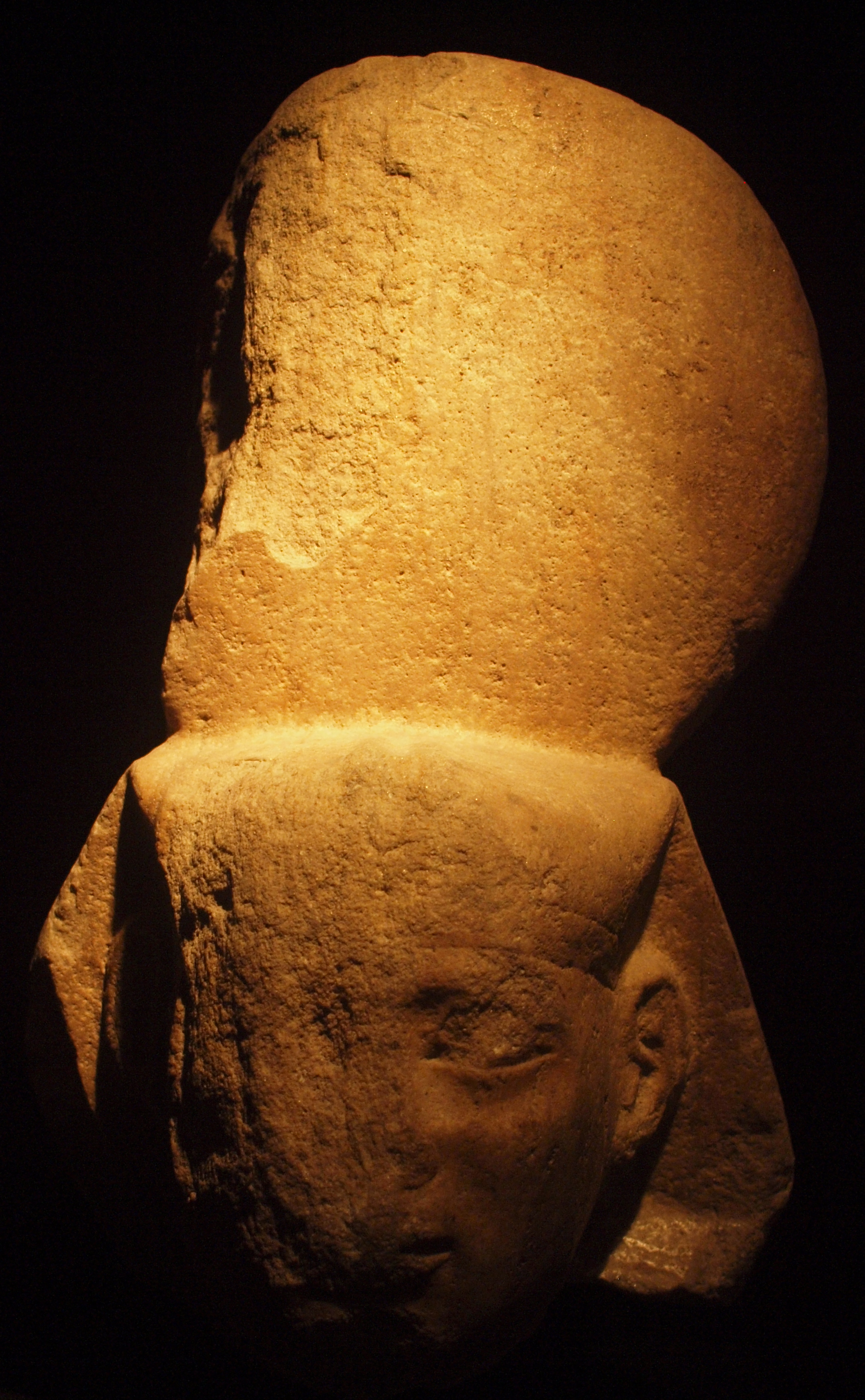
Tête d'une statue, aujourd'hui à Munich.
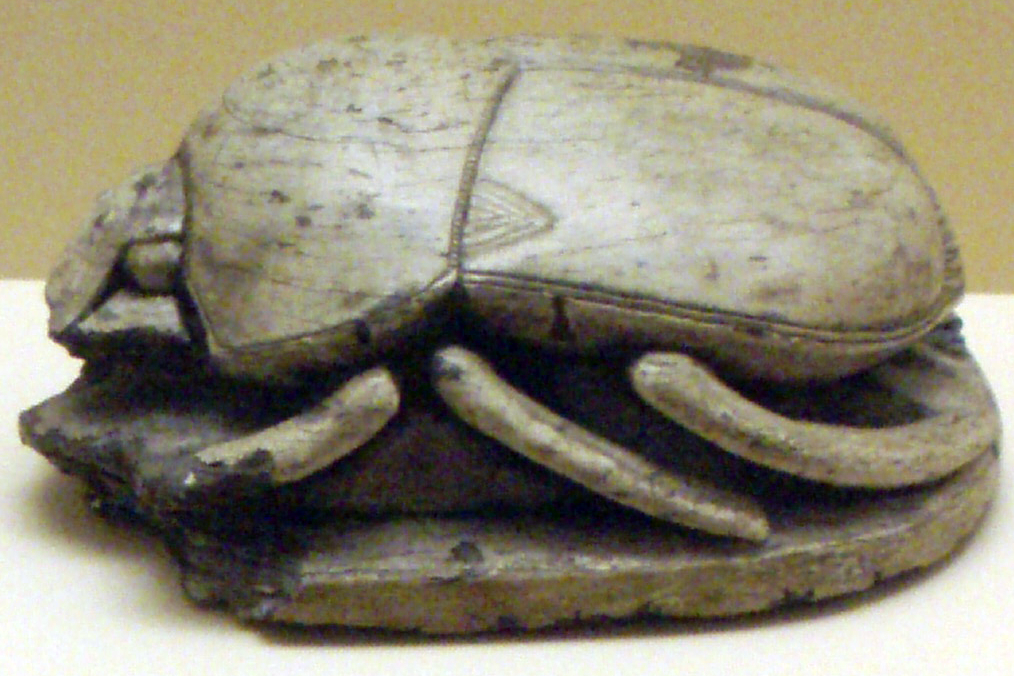
Scarabée commémoratif.
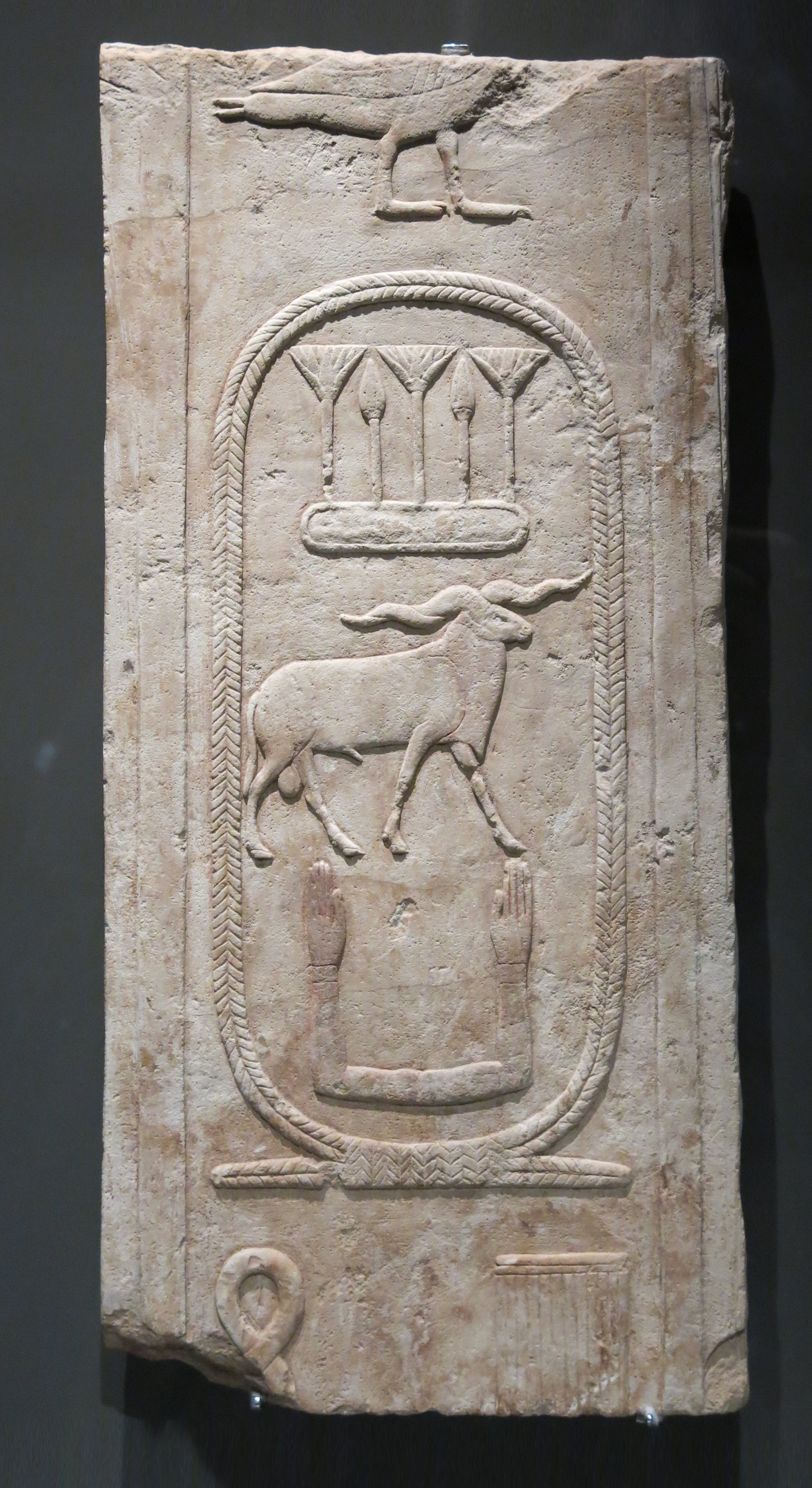
Nom de Sa-Rê dans le cartouche de Chabaka.